# Trzebianowo
Trzebianowo (deutsch Trebenow) ist ein Dorf in der Woiwodschaft Westpommern in Polen. Es gehört zur Gmina Przybiernów (Gemeinde Pribbernow) und mit dieser zum Powiat Goleniowski (Gollnower Kreis).

## Geographische Lage
Das Dorf liegt in Hinterpommern, etwa 10 km östlich des Stettiner Haffs und 40 km nördlich von Stettin.
Nachbarorte sind im Nordwesten Mierzęcin (Martenthin) am Martenthiner See, im Nordosten Ostromice (Wustermitz) und im Südosten Brzozowo (Bresow).

## Geschichte
Aus der Frühgeschichte stammt ein Münzfund, der unter anderem 128 arabische Münzen (sogenannte Dirhems), zwei wolgabulgarische Münzen und eine Münze König Karls des Dicken († 888) enthielt.
Die erste namentliche Erwähnung des Dorfes stammt von 1300, als ein Hermann de Trebenow als Zeuge genannt wurde. 1477 wurde ein Kurd Flemming als auf Trebenow erbgesessen erwähnt. Im Besitz der Familie Flemming blieb Trebenow bis in die 2. Hälfte des 18. Jahrhunderts. Im Jahre 1628 führte ein Rechtsstreit zwischen Otto Flemming auf Trebenow und dem benachbarten Gutsbesitzer Albrecht von Guntersberg auf Bresow bis zum Reichskammergericht; es ging um den Besitz an einem zwischen beiden Gütern gelegenen Wäldchen. 1766 wurde der eine Teil von Trebenow an den Oberstleutnant Johann Ernst von Plötz verkauft, 1776 der andere Teil an dessen Bruder, den Generalmajor Karl Christoph von Plötz, der aber bald starb und seinen Anteil seinem Bruder vererbte.
In Ludwig Wilhelm Brüggemanns Ausführlicher Beschreibung des gegenwärtigen Zustandes des Königlich-Preußischen Herzogtums Vor- und Hinterpommern (1784) wurde Trebenow unter den adligen Gütern des Greiffenbergschen Kreises aufgeführt. Damals bestanden in Trebenow 18 Haushaltungen („Feuerstellen“), darunter vier Bauern und ein Schulmeister.
Ende des 18. Jahrhunderts wurde das Gutshaus errichtet, das kurz nach 1800 um eingeschossige Seitenflügel erweitert wurde.
Nach dem Tode von Johann Ernst von Plötz erbte 1782 seine Witwe das Gut, sie wurde noch 1804 als Besitzerin von Trebenow genannt. Ab den 1820er Jahren war Trebenow im Besitz der Familie von Brünnow. Die Gutsherrschaft legte 1824 das Vorwerk Neuhof an, das aber bereits 1836 wieder aufgegeben werden musste. In den 1830er Jahren wurde Trebenow auf Karoline von Brünnow übertragen, die den Kammerherrn August von Holstein geheiratet hatte. Aus dieser Ehe ging der einflussreiche Diplomat Friedrich August von Holstein (1837–1909) hervor, der als Kind in Brünnow aufwuchs. 1848 wurde Trebenow an den aus Hamburg stammenden Bernd Adolf von Rosen verkauft; da dieser dem Glauben der Mennoniten anhing, benötigte er für den Erwerb eine Ausnahmegenehmigung des preußischen Innenministers.
In Heinrich Berghaus’ Landbuch des Herzogtums Pommern (1870) wurde Trebenow unter den ritterschaftlichen Ortschaften des Camminer Kreises aufgeführt. Dabei wurden das Rittergut Trebenow mit 141 Einwohnern und dem dazugehörigen, südlich des Ortes gelegenen Vorwerk Prälang und das Dorf Trebenow mit 40 Einwohnern unterschieden.
Vor 1945 bildete Trebenow eine Landgemeinde im Landkreis Cammin i. Pom. der preußischen Provinz Pommern. In der Gemeinde wurden neben Trebenow keine benannten Wohnplätze geführt. Im Jahre 1925 hatte die Gemeinde 123 Einwohner in 23 Haushaltungen, im Jahre 1933 102 Einwohner und im Jahre 1939 waren es 130 Einwohner.
1945 kam Trebenow, wie ganz Hinterpommern, an Polen. Das Dorf erhielt den polnischen Ortsnamen Trzebianowo.

## Persönlichkeiten

### Söhne und Töchter des Ortes
- Arthur Will (1848–1912),  deutscher Politiker (Deutschkonservative Partei) und Mitglied des Deutschen Reichstags

### Personen mit Verbindung zum Ort
- Friedrich August von Holstein (1837–1909), deutscher Diplomat im Auswärtigen Amt, wuchs in Trebenow auf